# Rogelio Ramírez de la O
Rogelio Eduardo Ramírez de la O (Ciudad de México, 7 de julio de 1948) es un economista, empresario y político mexicano, miembro del partido Morena. Fue secretario de Hacienda y Crédito Público desde 2021 hasta 2025 en los gobiernos de Andrés Manuel López Obrador y Claudia Sheinbaum.

## Trayectoria profesional
Ramírez de la O es egresado de la Facultad de Economía de la Universidad Nacional Autónoma de México como economista y cuenta con un doctorado en Economía por la Universidad de Cambridge, Reino Unido. 
Es director y socio único de Ecanal S.A., una empresa privada que brinda análisis macroeconómico y previsiones sobre México a empresas, incluidas algunas de las empresas multinacionales más grandes con intereses en México.

## Trayectoria política
Durante la campaña presidencial de 2006 encabezó, de manera honoraria, el equipo de política económica del candidato presidencial Andrés Manuel López Obrador, respaldado por la Coalición Por el Bien de Todos.
Ha publicado trabajos en México, Estados Unidos y Europa sobre el TLCAN, los problemas macroeconómicos de México y la industria automotriz mexicana, entre otros. En el marco de la campaña para las elecciones presidenciales de 2012, Andrés Manuel López Obrador lo incluyó como secretario de Hacienda en su propuesta de gabinete, pero no ganó las elecciones en aquel entonces.

### Secretario de Hacienda
El 9 de junio de 2021, el presidente López Obrador lo designó como secretario de Hacienda y Crédito Público, en sustitución de Arturo Herrera Gutiérrez, quien dejó el cargo el 15 de julio de 2021. El 3 de agosto de 2021 fue ratificado como nuevo titular de la SHCP por la Cámara de Diputados.
Tras la asunción de la presidenta Claudia Sheinbaum, esta confirmó a Ramírez de la O en el cargo, siendo ratificado por la Cámara de Diputados en noviembre de 2024. El 7 de marzo de 2025, la presidenta Sheinbaum anunció su salida de la Secretaría, siendo nombrado asesor económico internacional.